# Sombras da floresta (Waldschattenspiel)
| Sombras da floresta                                                                    | Sombras da floresta |
| -------------------------------------------------------------------------------------- | ------------------- |
| No centro do tabuleiro, uma vela ilumina pequenas árvores de madeira que geram sombras |                     |
| Informações                                                                            |                     |
| Criador                                                                                | Walter Kraul        |
| Fabricante                                                                             | Kraul GmbH          |
| Ano de lançamento                                                                      | 1985, 1998          |
| Categoria                                                                              | Jogos cooperativos  |
| N° de jogadores                                                                        | 2 a 7               |
| Tempo de jogo                                                                          | 15–30 minutos       |
| Faixa etária                                                                           | a partir de 6 anos  |
| Premiações                                                                             |                     |
| Selo de qualidade Spiel gut                                                            |                     |

Sombras da floresta (no original, Waldschattenspiel) é um jogo de tabuleiro alemão para crianças a partir dos seis anos criado por Walter Kraul e lançado em 1985 pela fabricante Kraul GmbH. A Comissão de Jogos Infantis e Brinquedos concedeu ao jogo o selo de qualidade Spiel gut, e foi lançada em 1998 uma nova edição melhorada.
A grande diferença de Sombras da floresta para outros jogos de tabuleiro é que só pode ser jogado no escuro. Para jogar, é necessário empurrar uma pequena vela rechaud com um ancinho de mesa de madeira - então, é importante a presença de um adulto. É pensado para ser um jogo colaborativo, em que os participantes precisam se ajudar. O jogo acaba quando todos os jogadores conseguem reunir seus gnomos ou quando chegam a salvo em casa.

## Material
Sombras da Floresta é feito de madeira e papelão. Além dos gnomos de madeira, o jogo é composto por um tabuleiro frente e verso, um ancinho de mesa (apenas de madeira ou coberto por papel alumínio), um dado de seis lados e dez pinheiros montáveis de tamanhos variados.

## Como jogar
Existem duas formas de jogar Sombras da Floresta, uma de cada lado do tabuleiro, ambas elaboradas visando a colaboração dos jogadores. O criador recomenda sempre a presença de um adulto durante as partidas, pois o fogo da vela pode ser um risco. Uma alternativa mais segura seria o uso de uma pequena "vela" elétrica, comercializadas no mesmo formato das velas reais e que emitem uma luminosidade semelhante. 

### VersãoCorrida pela floresta
A vela é posicionada em um espaço fixo no centro. Na sua vez, cada participante rola o dado e "corre" pela floresta, dando uma grande volta no tabuleiro. Caso seu gnomo caia em um espaço escondido nas sombras das árvores, ele ficará perdido e só poderá ser salvo por outro jogador, que precisa conseguir refletir a luz da vela no gnomo perdido utilizando o  ancinho de mesa coberto por papel alumínio. No final do trajeto, o jogador precisa tirar o número exato no dado para chegar no espaço final, a casa. Caso não consiga, deve "pular" sobre a chama da vela: não tirar no dado o número que colocaria seu gnomo sobre o espaço dela. 

### VersãoEncontro no esconderijo
Nessa versão, um dos jogadores (um adulto) será o guia da luz. Ele é quem movimenta a vela pelo tabuleiro, a empurrando com o ancinho de mesa, de acordo com o resultado do dado. Nas encruzilhadas, ele deve anunciar qual dos caminhos pretende seguir. Os demais participantes jogam como gnomos espalhados pela floresta que precisam tentar se reunir, sempre se movimentando pelas sombras, sem serem encantados e paralisados pela luz. Caso algum gnomo seja paralisado, ele assim permanece mesmo após as sombras voltarem, até que outro jogador o encontre. 

## Aprendizados científicos
Com este jogo, as crianças não só aprendem sobre os fenômenos de luz e sombra, como também de reflexão e perspectiva ao observar a mudança das sombras quando a fonte de luz se movimenta, encorajando as competências científicas de diversas formas e de maneira lúdica.